# Nižší střední třída

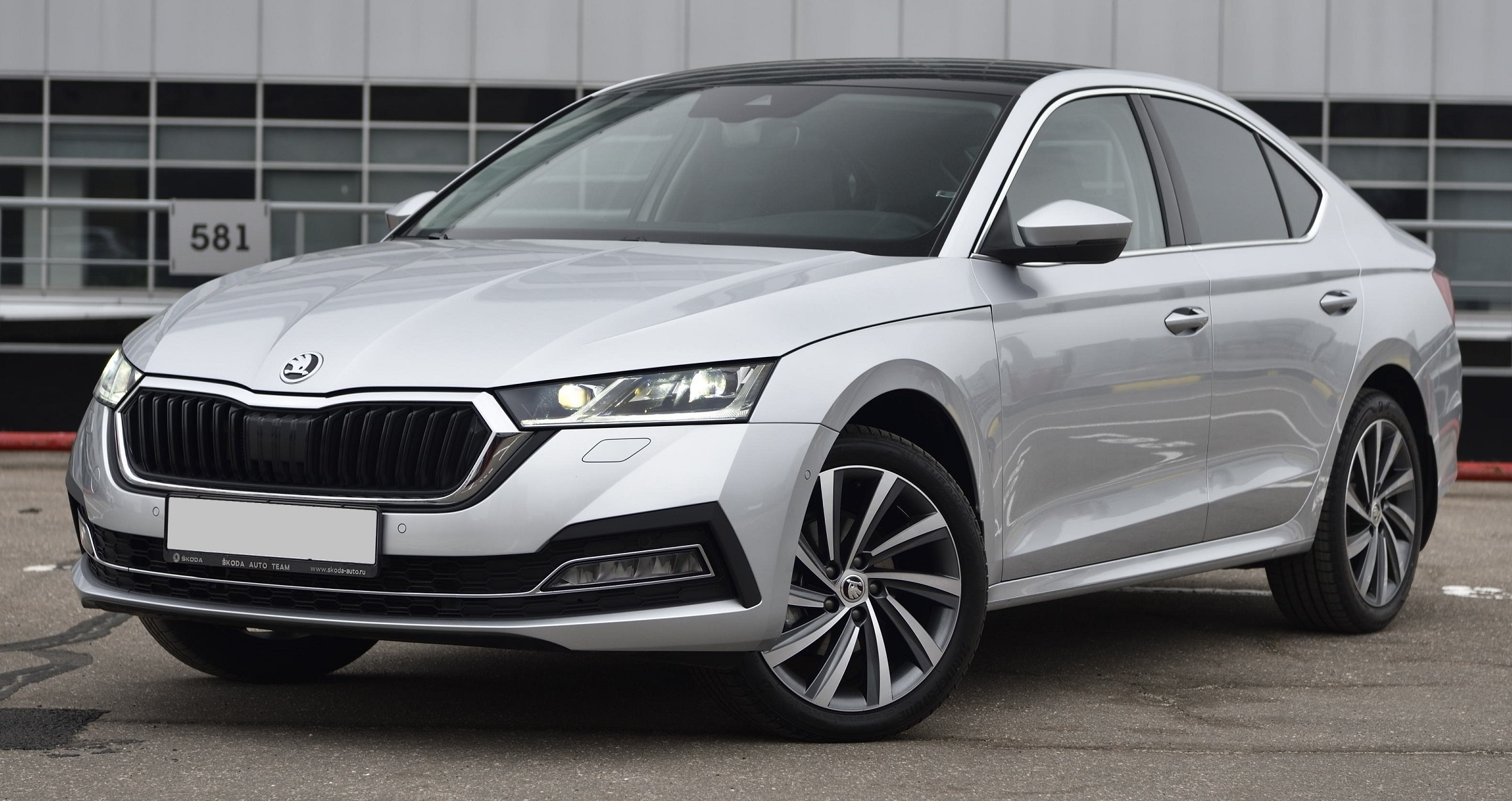
Škoda Octavia

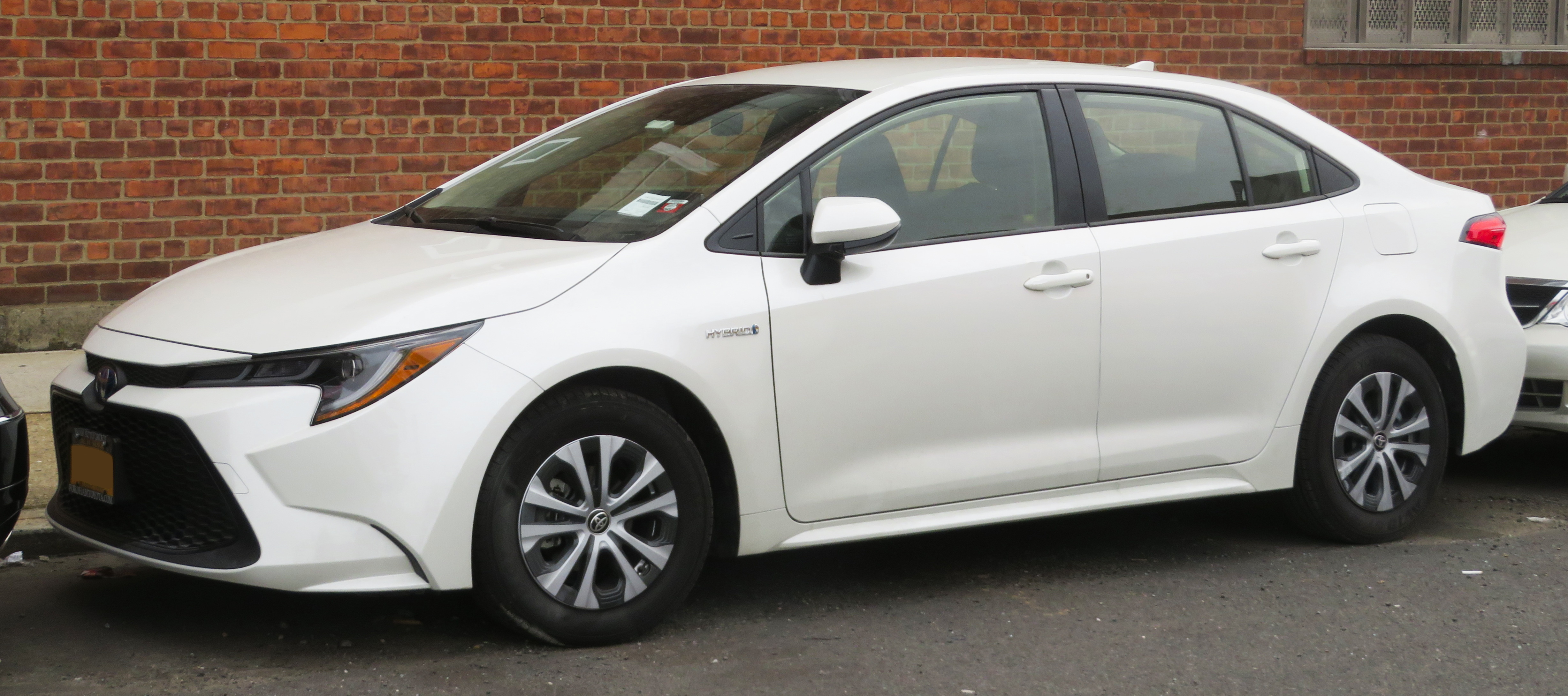
Toyota Corolla

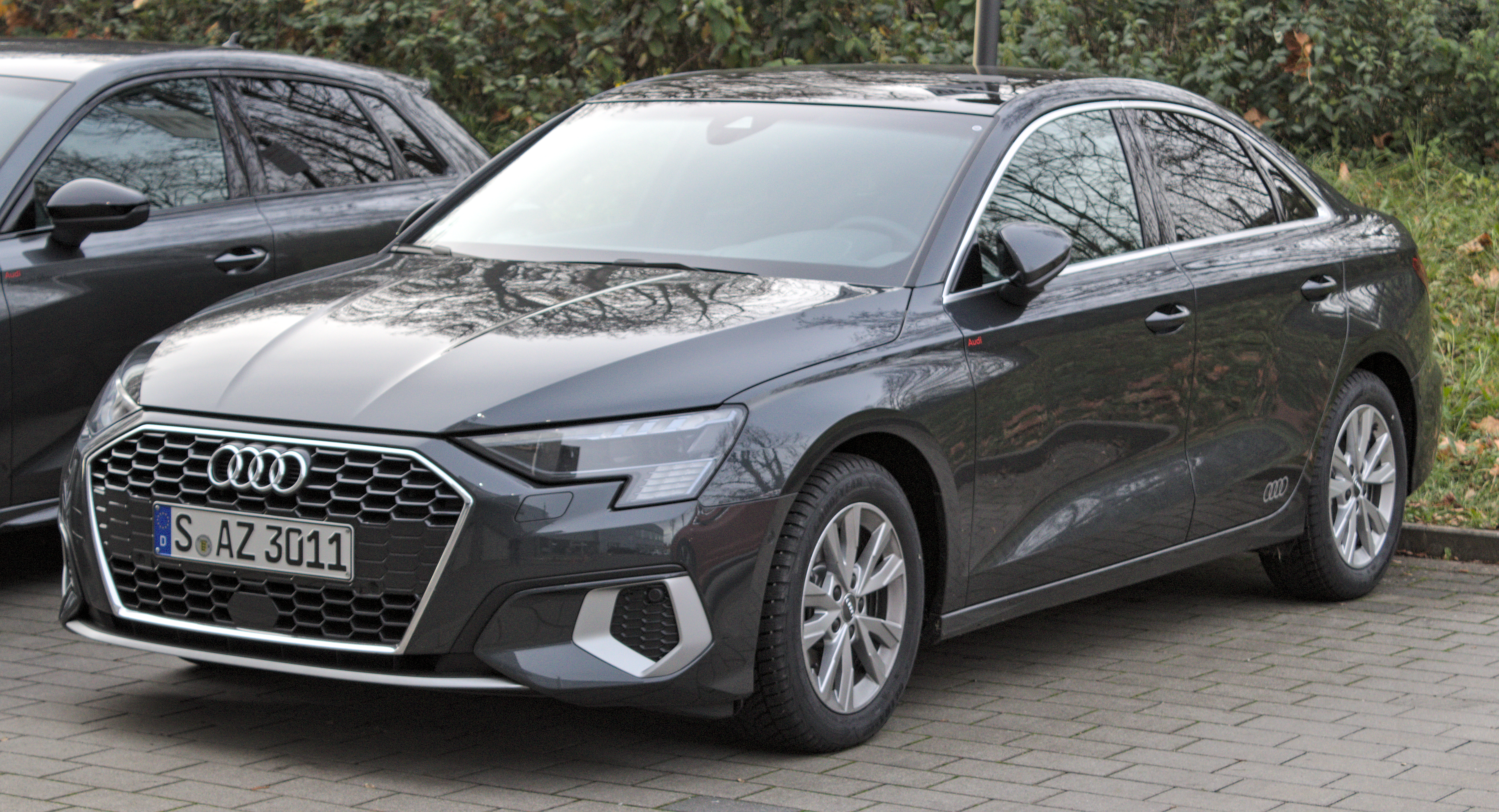
Audi A3

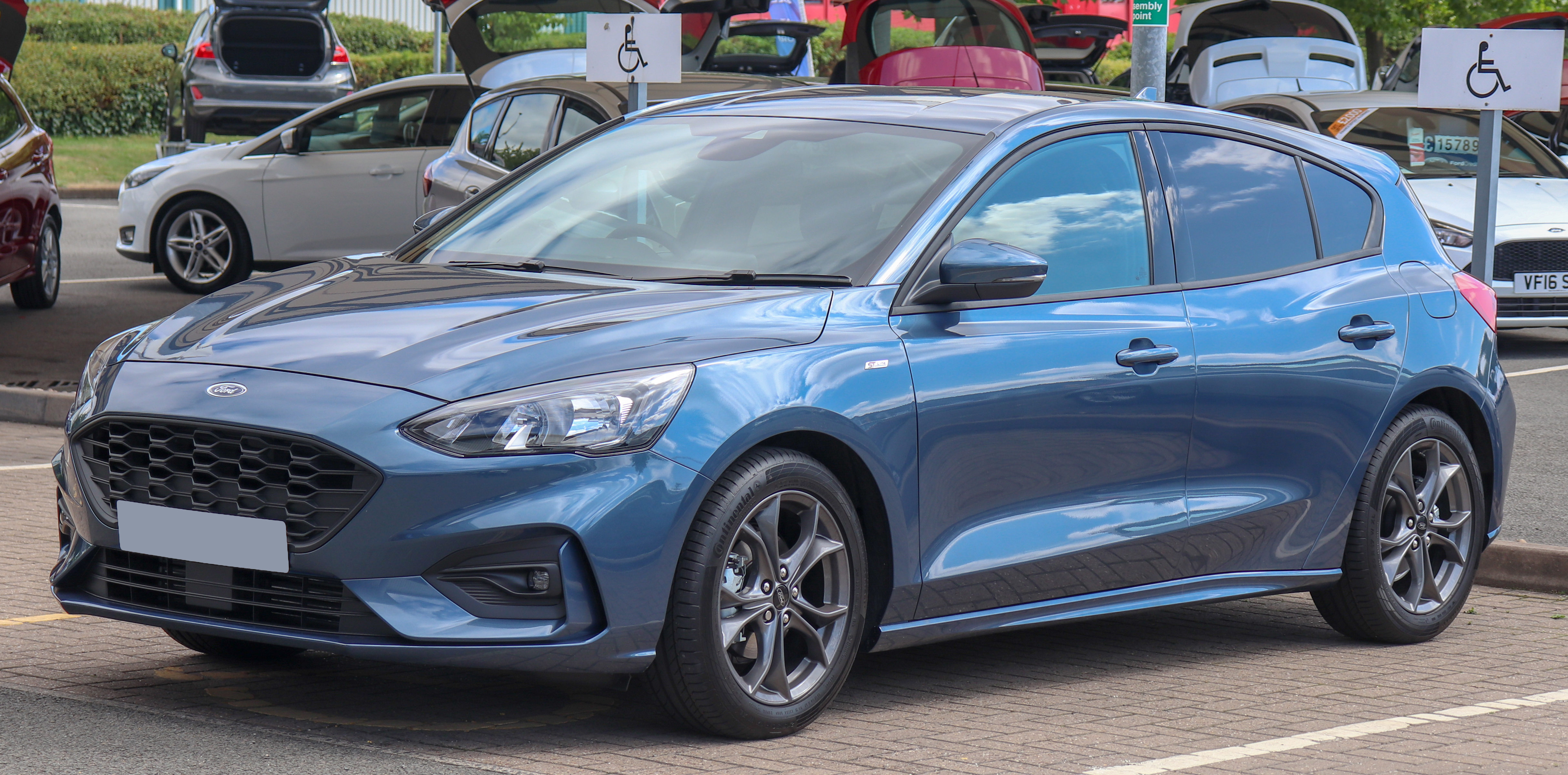
Ford Focus

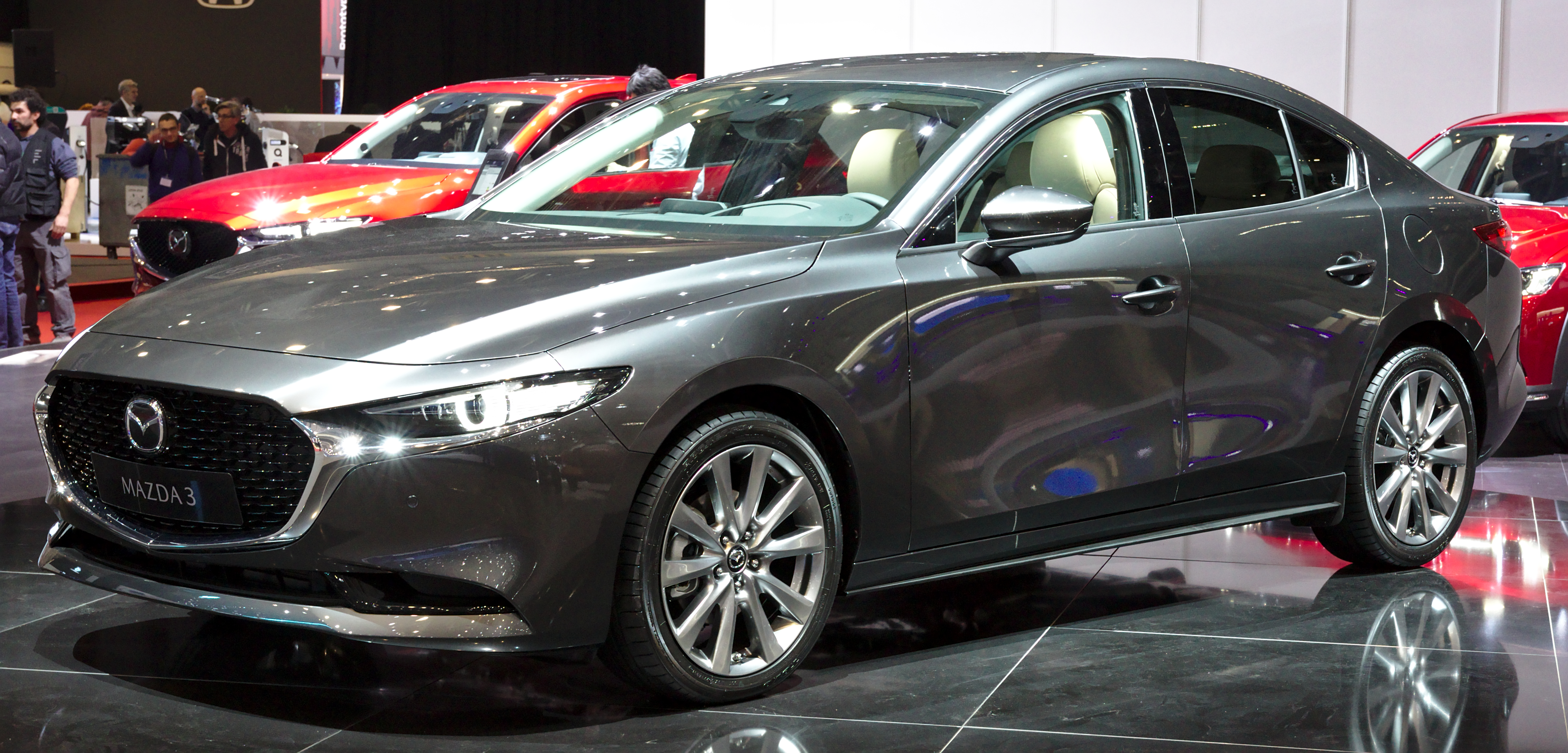
Mazda3

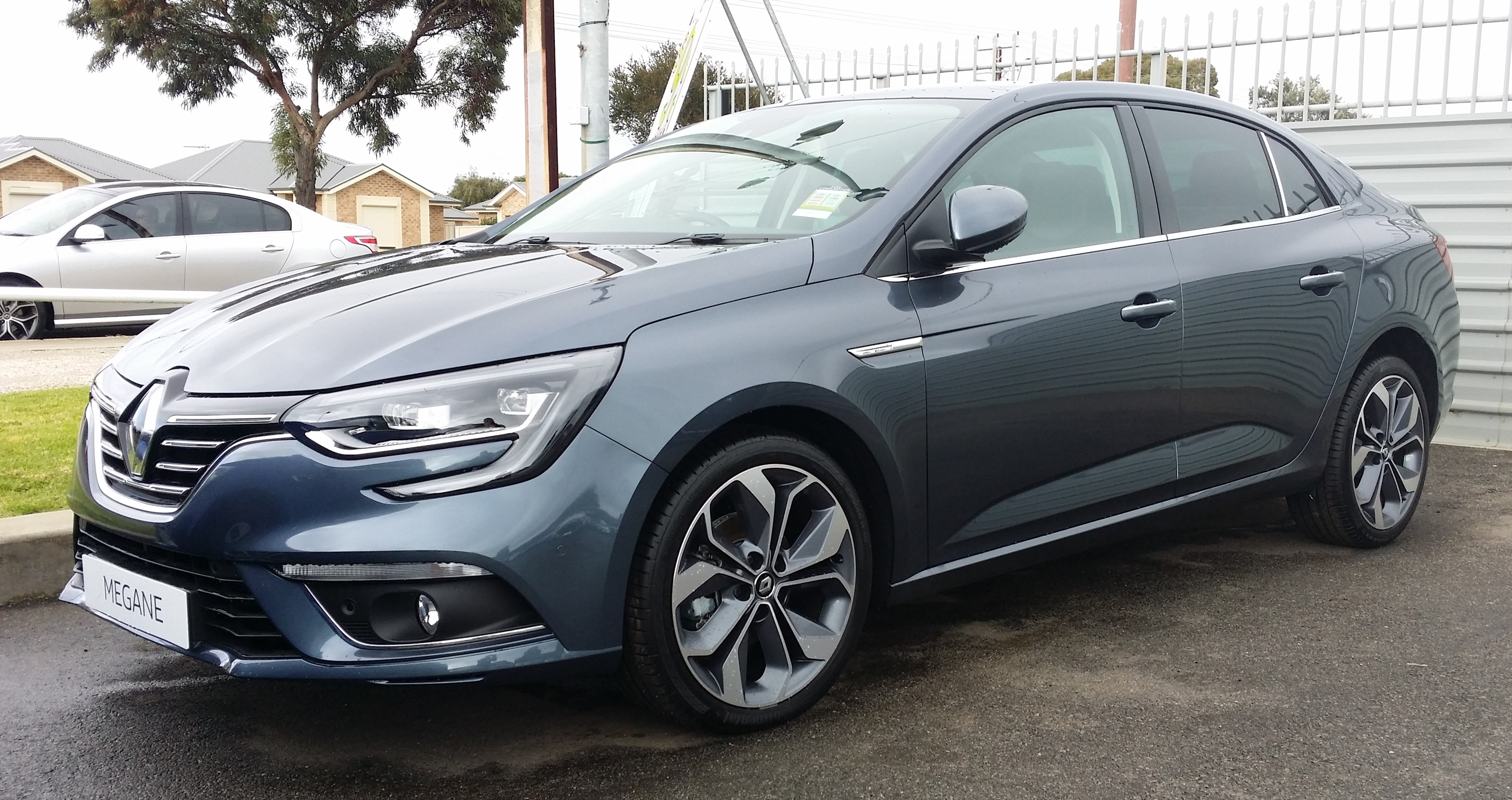
Renault Megane

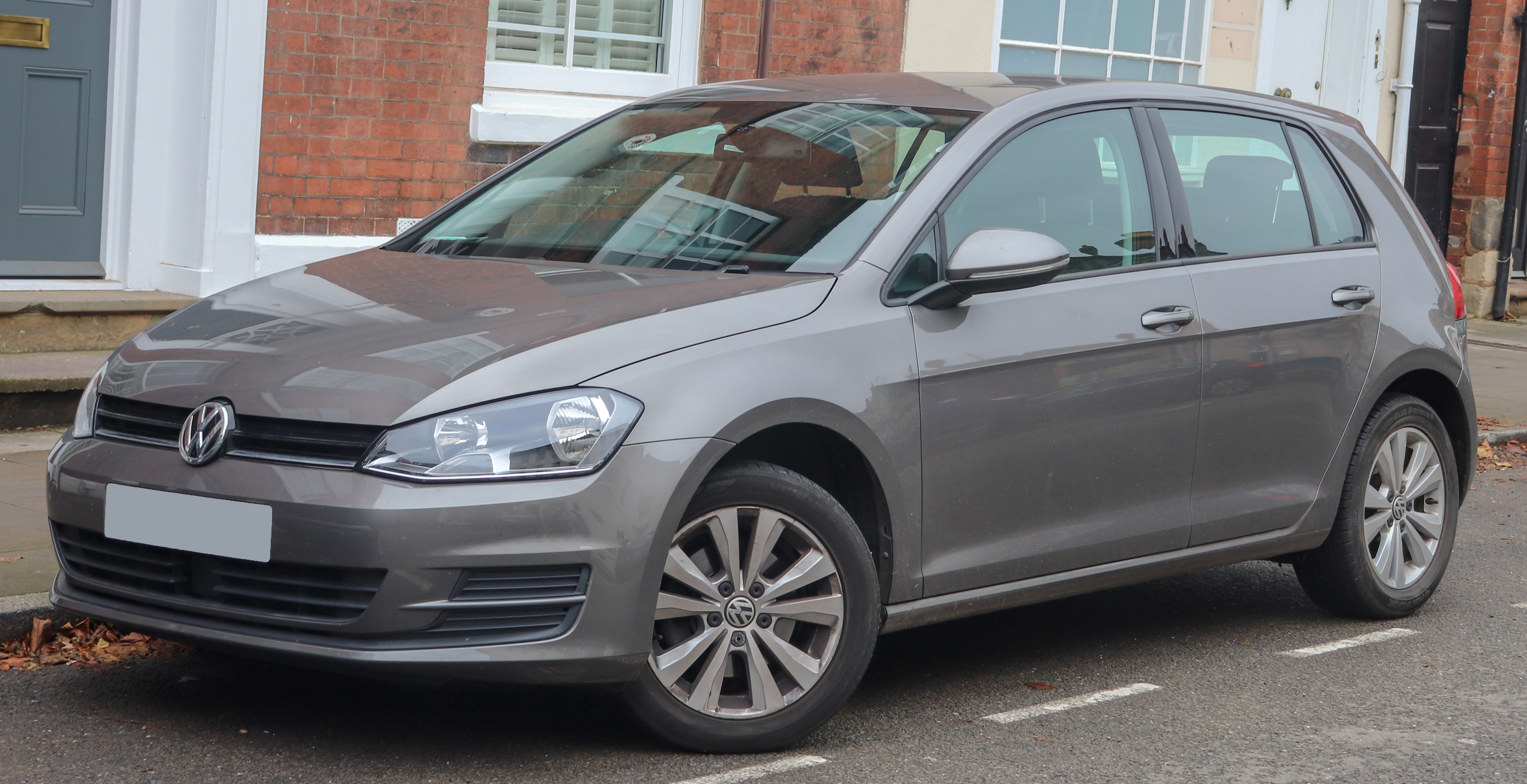
Volkswagen Golf

Nižší střední třída (označuje se také jako segment C nebo kompaktní třída) je kategorie automobilů, která patří v evropských zemích k nejprodávanějším. Typickou karosérií vozů nižší střední třídy je hatchback a kombi, častý je i sedan či výjimečně liftback. Velké automobilky také nabízejí v této velikosti MPV a SUV nebo odvozené modely s otevřenou karosérií.
Automobily nižší střední třídy dosahují zpravidla délky 4,0 až 4,6 metru. Motory bývají benzínové a naftové čtyřválce s objemem mezi 1,2 a 2,0 litru (nejčastěji mají výkon 55–120 kW). Nejsilnější verze mají motory s objemem nad 2 litry a výkon přibližně v rozsahu 135–200 kW. Poháněna jsou přední nebo všechna čtyři kola, výjimečně jsou dnes také vyráběny automobily nižší střední třídy s poháněnou zadní nápravou (například BMW 1).
Podle statistiky Svazu dovozců automobilů (SDA) bylo v roce 2007 v ČR zaregistrováno 20.305 automobilů nižší střední třídy. V tomto čísle není zahrnuta Škoda Octavia, kterou SDA považuje za automobil střední třídy.

## Příklady automobilů nižší střední třídy
- Alfa Romeo 147
- Alfa Romeo Giulietta
- Chevrolet Cruze
- Chevrolet Lacetti
- Citroën C4
- Citroën DS4
- Dacia Logan
- Fiat Bravo / Brava
- Fiat Linea
- Fiat Stilo
- Ford Escort
- Ford Focus
- Honda Civic
- Hyunadi Elantra
- Hyundai i30
- Kia Cee'd
- Kia Cerato
- Mazda 3
- Mitsubishi Lancer
- Nissan Almera
- Nissan Tiida / Versa
- Opel Astra
- Peugeot 307
- Peugeot 308
- Renault Fluence
- Renault Kadjar
- Renault Mégane
- Seat León
- Subaru Impreza
- Škoda Octavia
- Toyota Auris
- Toyota Corolla
- Volkswagen Jetta
- Volvo C30

### Zástupci prémiových značek
- Audi A3
- BMW 1
- Lexus CT 200h
- Mercedes B-Class